# Dublin Core
De Dublin Core (DC) is een standaard voor het beschrijven van content op het internet. Dit omvat zowel geschreven teksten op webpagina's als content in XML-formaat. Ook video's en geluidsfragmenten kunnen met de Dublin Core beschreven worden.

## Ontstaan en doel
De Dublin Core is in 1995 ontstaan tijdens een werkconferentie van metadata- en webspecialisten in het hoofdkantoor van OCLC in Dublin (Ohio) in de Verenigde Staten.
Doel van de Dublin Core is en was om een webdocument kernachtig, met een beperkte verzameling attributen, te beschrijven en op deze manier de metadata over zulke documenten beter uitwisselbaar te maken.

## Elementen
De eerste standaard die werd gepubliceerd is de Dublin Core Metadata Element Set. Die bestaat uit 15 optionele metadata-elementen die willekeurig kunnen worden herhaald of weggelaten.
1. Title (titel)
2. Creator (maker)
3. Subject (onderwerp)
4. Description (beschrijving)
5. Publisher (uitgever)
6. Contributor (medewerker)
7. Date (datum)
8. Type
9. Format (formaat)
10. Identifier
11. Source (bron)
12. Language (taal)
13. Relation (relatie)
14. Coverage
15. Rights (rechten)

De standaard wordt soms beschouwd als slecht georganiseerd vanwege de moeilijkheid om definities te vinden voor de individuele metadata-elementen. Een groot verschil met andere metadatastandaarden voor documenten is dat er geen voorafbepaalde volgorde is om de elementen te gebruiken. In bovenstaande lijst staat het element 'Titel' eerst en 'Rechten' als laatst. Maar het kan net zo goed omgekeerd zijn of in alfabetische volgorde.
Er zijn twee manieren om de elementen te gebruiken: met of zonder extensies. Als je ze gebruikt zonder extensies dan gebruik je 'Simple Dublin Core' of vereenvoudigd Dublin Core. Gebruik je de elementen met extensies dan gebruik je 'Qualified Dublin Core'. De extensies worden verfijningen of qualifiers genoemd. Bijvoorbeeld "created" (gecreëerd), "valid" (geldig), "issued" (uitgegeven) en "modified" (veranderd) zijn de aanbevolen verfijningen van het element 'Date'. Dus, dc.date.created zou dan de naam zijn voor het element creatiedatum van een document in Qualified DC. Qualified DC voegt ook nog drie metadata-elementen toe: Audience (doelgroep), Provenance (herkomst) en RightsHolder (houder van de rechten).
Verschillende elementen hebben schema's of een gecontroleerd vocabularium. Zo heeft het element 'Type' 12 aanbevolen termen: Collection (verzameling), Dataset, Event (gebeurtenis), Image (beeld), InteractiveResource (interactive bron), MovingImage (bewegend beeld), PhysicalObject (fysisch object), Service, Software, Sound (geluid), StillImage (stilstaand beeld), Text (tekst).
Dublin Core metadata voor het element 'onderwerp' worden weinig manueel toegevoegd aan bronnen of webpagina's. Er bestaat een Europees project Desire om de metadata automatisch te genereren. Dat gebeurt door middel van het maken van een thesaurus. Dergelijke thesauri worden nu ook al automatisch gegenereerd. Het FAST (Faceted Application of Subject Terminology) project van OCLC (Online Computer Library Center) is daar een voorbeeld van.

## Voorbeeld
Metadata volgens de Dublin Core kunnen in HTML als volgt tussen de <head> en </head> tags van een webpagina voorkomen:
```
<link rel="schema.DC" href="http://purl.org/dc/elements/1.1/" />
<meta name="DC.title" content="Titel van de webpagina" />
<meta name="DC.description" content="Korte beschrijving van de inhoud" />
<meta name="DC.date" content="2011-05-18" />
<meta name="DC.format" content="text/html" />
<meta name="DC.creator" content="Naam 1" />
<meta name="DC.creator" content="Naam 2" />
<meta name="DC.language" content="en" />
<meta name="DC.publisher" content="Uitgevende instantie" />

```

enz. De "link" tag verwijst naar het RDF-schema van de Dublin Core Metadata Element Set (versie 1.1 in dit geval).

## Standaarden
Dublin Core is vastgelegd in de volgende internationale standaarden:
- IETF RFC 5013[2]
- ISO standaard 15836-1:2017[3]
- NISO standaard Z39.85-2007[4]